# Calbuco

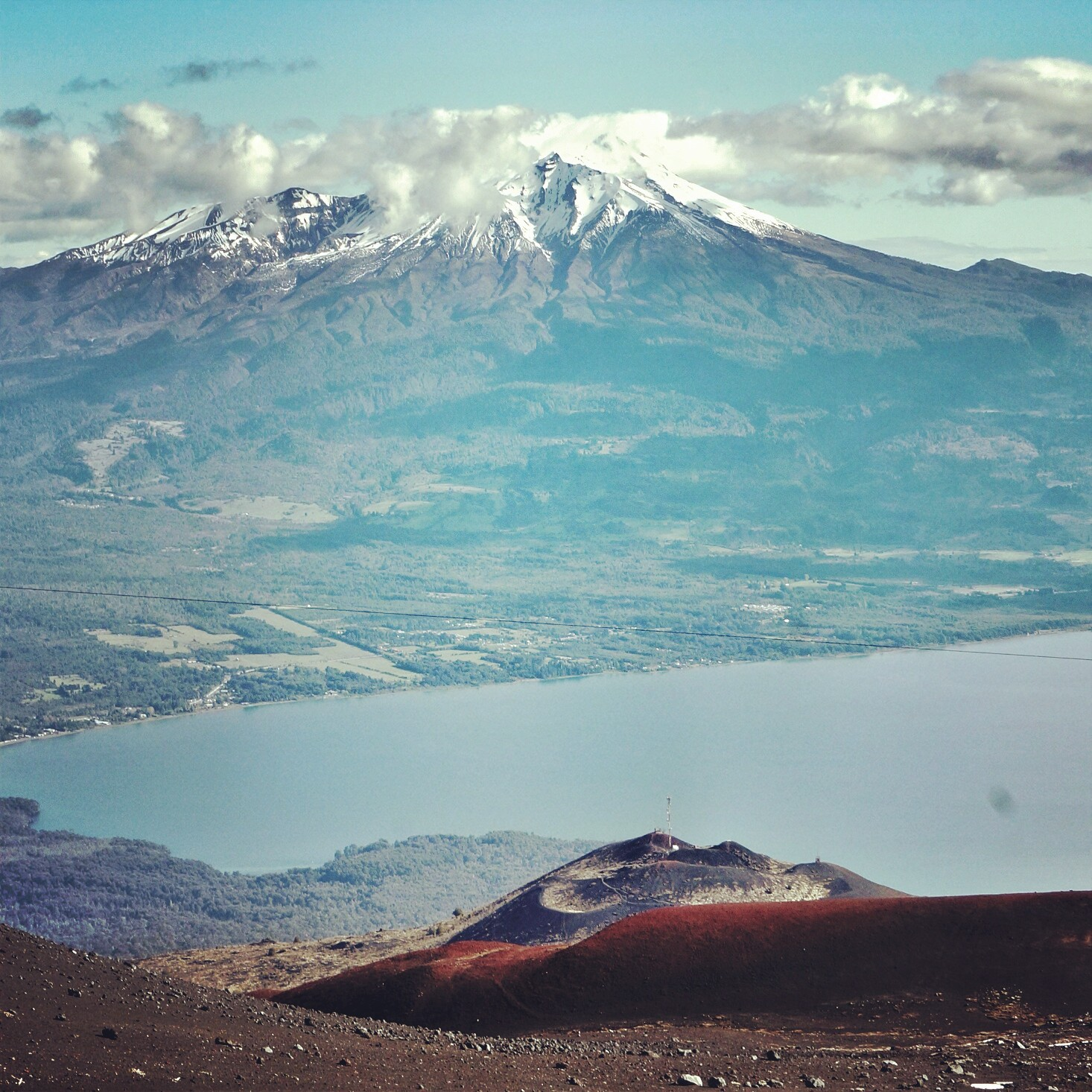
Vista del volcà Calbuco des del volcà Osorno. Enmig de tots dos, el llac Llanquihue i Ensenada

El Calbuco és un volcà actiu al sud-est del llac Llanquihue (província de Llanquihue, regió de los Lagos), al sud de Xile. El volcà va ser batejat així pel poblat de Calbuco (en una illa del golf de Reloncaví); aquest nom prové de les veus maputxes kallfü ‘blava’ i ko ‘aigua’; «aigua blava». El seu vessant nord està dins de la comuna de Puerto Varas i el seu vessant sud, en la de Puerto Montt. El volcà és de composició d'andesita, aconsegueix els 2.003 msnm, i la seva silueta és visible des del volcà Osorno a Chiloé. Forma part de la Reserva Nacional Llanquihue, administrada per la Corporación Nacional Forestal, i als seus vessants neix el riu Pescado. És considerat pel Servei Nacional de Geologia i Mineria (Sernageomin) com el tercer volcà més perillós del país, donada la seva amenaça latent en una zona de gran desenvolupament turístic i econòmic.
Es troba a uns trenta quilòmetres d'importants centres poblats de les comunes —algunes terres elevades a l'oest protegeixen les ciutats de Puerto Montt i Puerto Varas—, però es considera que el perill davant les erupcions és major per al petit poble d'Ensenada, a l'extrem orient del llac, cap al nord del Calbuco, degut a la mateixa morfologia d'aquest. S'accedeix fàcilment des de Puerto Montt. Un dels accessos es troba pocs quilòmetres després de la localitat de Correntoso, a la vora del riu Blanco. S'ha de registrar davant personal de la Corporación Nacional Forestal a l'inici de la caminada. Compta amb un refugi de muntanya construït per aquella corporació que és fàcil d'aconseguir després de tres o quatre hores de marxa entre boscos i rierols. Hi ha un mirador proper al refugi, al que s'accedeix realitzant un ascens d'una hora. Es pot aconseguir el cim amb una mica més d'experiència i equipament, ja que s'ha d'escalar una paret d'una trentena de metres.

## Erupcions registrades

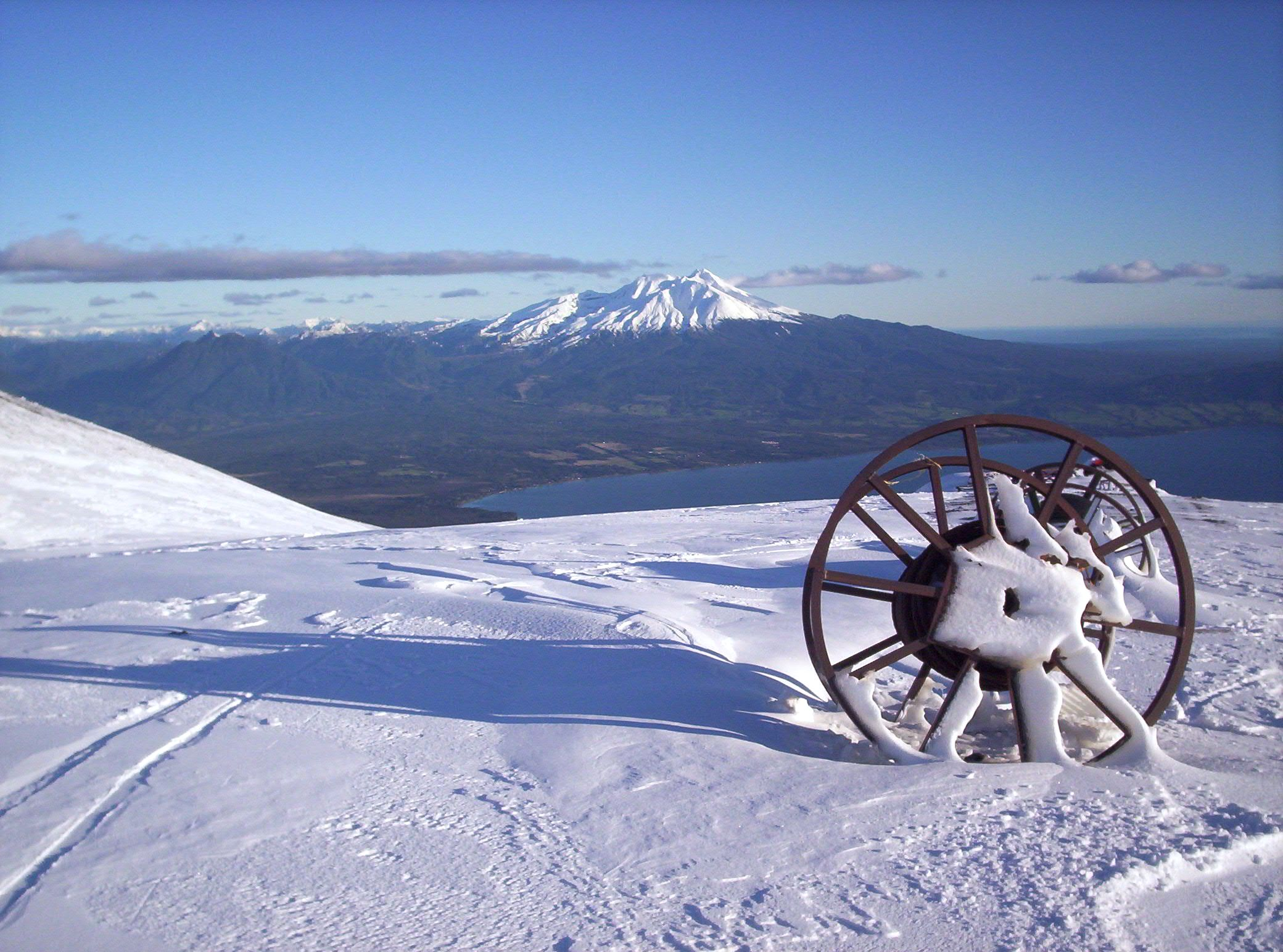
El volcà Calbuco, vist des del volcà Osorno l'hivern del 2006

Hi ha registres històrics de diversos segles de la seva activitat volcànica; no obstant això, el geòleg Ignacio Domeyko va publicar els primers estudis sobre el volcà en 1861. Des dels temps colonials s'han registrat 13 erupcions al Calbuco.
El 1893 una forta i perllongada erupció —amb grans explosions els dies 19 d'abril, 5 de setembre, 5 d'octubre i 29 de novembre— va destruir la part superior del seu con, que va col·lapsar cap al nord-est, deixant la silueta truncada que manté fins avui. Aquest episodi va tenir dimensions catastròfiques, perquè va produir grans lahars calents i fluxos piroclàstics de gran magnitud, incrementats per material col·lapsat del dom. Els colons que ocupaven les terres properes al volcà van aconseguir a abandonar el perímetre, per la qual cosa no va haver-hi víctimes; però la geografia va ser seriosament modificada: es van formar noves fetes fallida i es va alterar el curs del riu Hueñuhueñu.
El dissabte 27 de gener de 1961, el volcà Calbuco va entrar en procés eruptiu i el dia 1 de febrer es va produir la primera explosió.
L'erupció del 61 va començar amb una gran columna de fum que va aconseguir una alçada màxima estimada de 13 a 15 quilòmetres. L'1 de febrer del mateix any es va desenvolupar la primera explosió, mentre que la matinada del 10 de març es va produir la gran erupció amb un soroll que, d'acord amb els arxius de l'època, va ser percebut a vuit quilòmetres de l'edifici volcànic.
Pràcticament una dècada més tard el volcà es reactivà l'agost de 1972, amb una expulsió menor de cendres, i el 12 d'agost de 1996, quan es van registrar fumaroles de gasos.

## Erupció del 2015

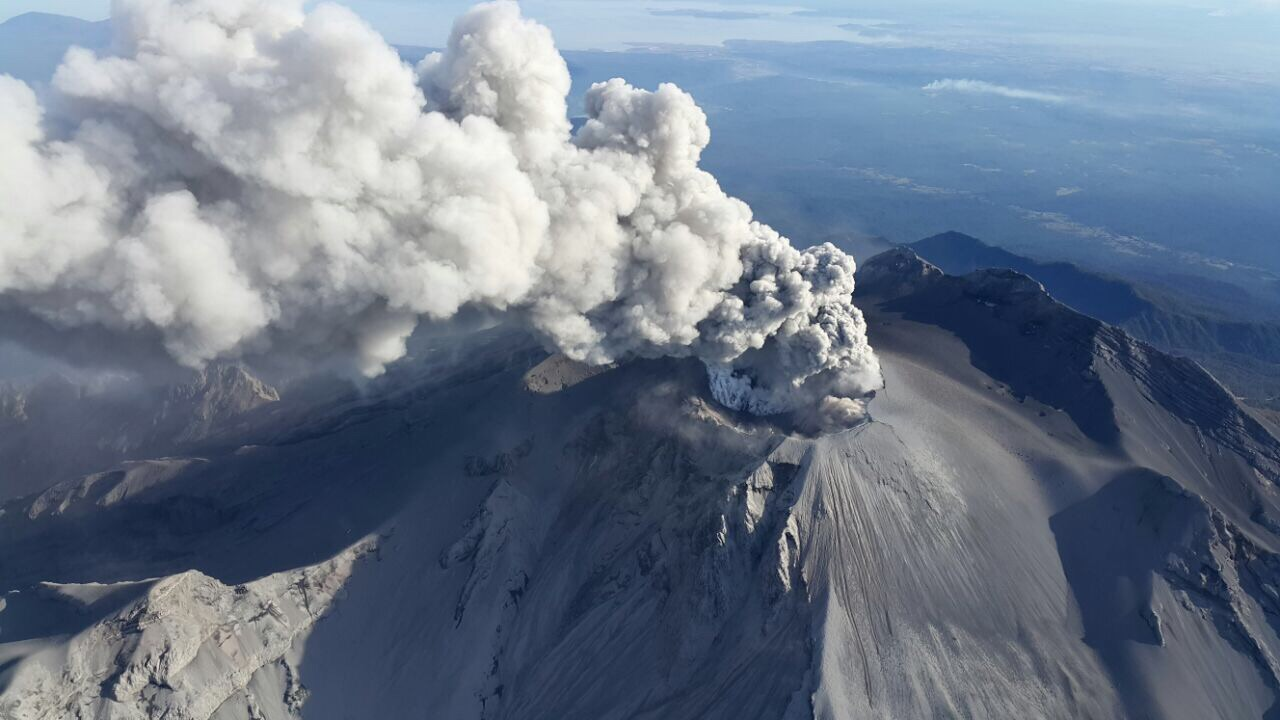
Imatge aèria de la columna eruptiva del Calbuco, del 24 d'abril de 2015

Després de quaranta-tres anys d'inactivitat, el Calbuco va entrar en erupció el 22 d'abril de 2015 a les 18:11 (hora local); UTC-3. o a les 17:50 el segon a les 01:00 del 23 d'abril, i el tercer a les 13:08 del 30 d'abril.
Degut a això, el Servei Nacional de Geologia i Mineria i l'Oficina Nacional d'Emergència del Ministeri de l'Interior van declarar alerta vermella per a l'àrea i es va fixar una zona d'exclusió en un radi de 20 quilòmetres. Més tard, es va decretar un toc de queda des de les 23:45 fins a les 05:00 per aquesta erupció en les comunes de Puerto Montt, Puerto Varas i Puerto Octay. Un segon pols eruptiu, de major intensitat, va ocórrer en la matinada de l'endemà, 23 d'abril. L'erupció va obligar a evacuar a 4.433 persones que vivien a les zones properes al cràter, i es va veure amenaçada la realització de les eleccions a la província argentina de Neuquén, programades per al diumenge 26 d'abril. El 30 d'abril de 2015 es va registrar una altra erupció de menor intensitat.

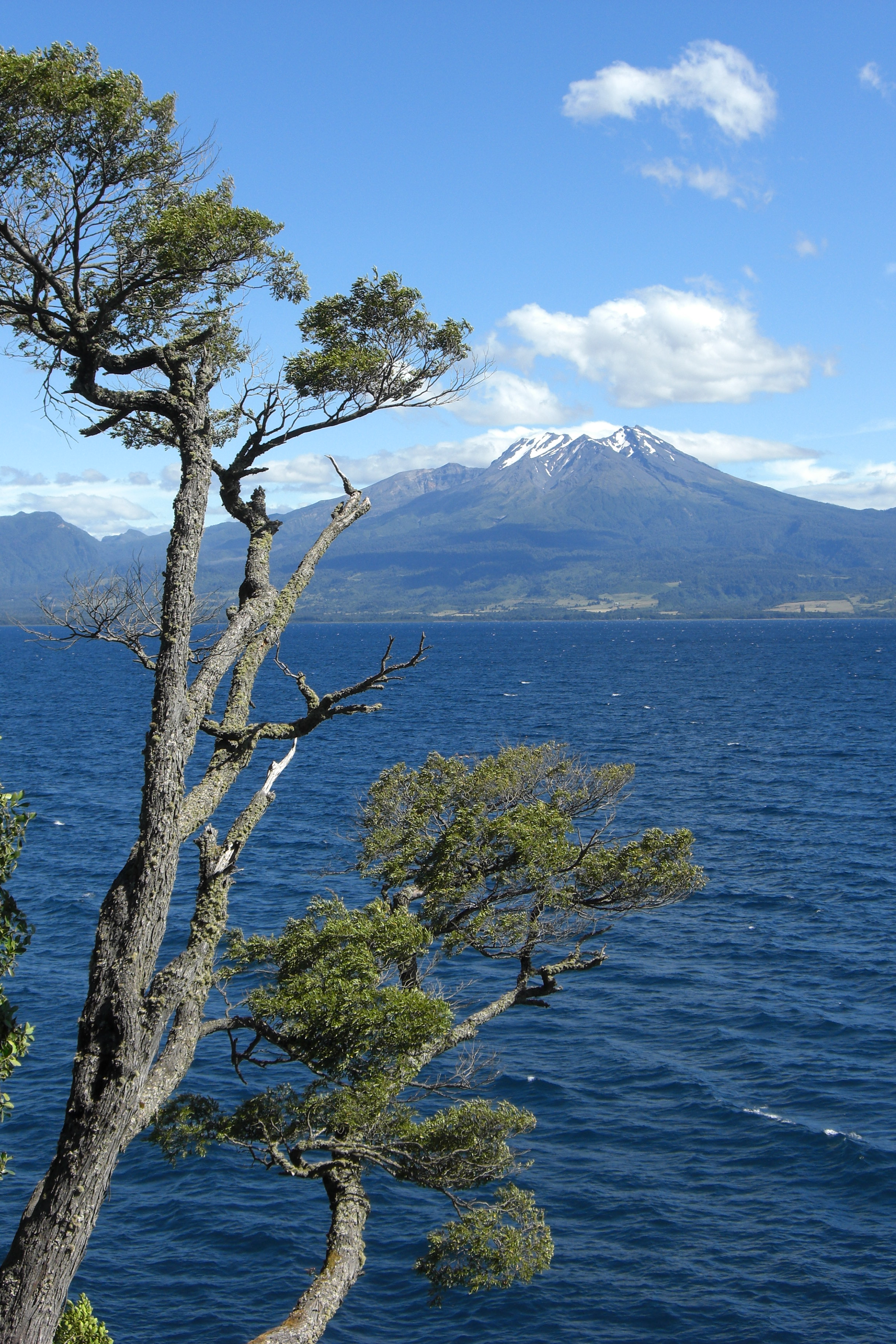
El Calbuco sobre el llac Llanquihue

El 2011, la diputada de la Unión Demócrata Independiente per Puerto Montt, Marisol Turres, va advertir sobre l'imminent risc d'erupció del volcà, sobretot a la localitat d'Alerce, que es va construir a la zona de risc d'un volcà actiu.
El 15 d'abril, una setmana abans de l'esdeveniment, autoritats regionals i especialistes del Sernageomin van analitzar les mesures de preparació davant d'una eventual manifestació del Calbuco, que preveien tasques per definir i informar vies d'evacuació i zones de seguretat, a més de l'actualització dels mapes de risc volcànic de la zona (els últims exemples van ser elaborats en la dècada de 1990). Malgrat l'absència oficial d'antecedents associats a una activació del volcà, veïns d'Alerce van percebre sorolls subterranis que generaven preocupació.

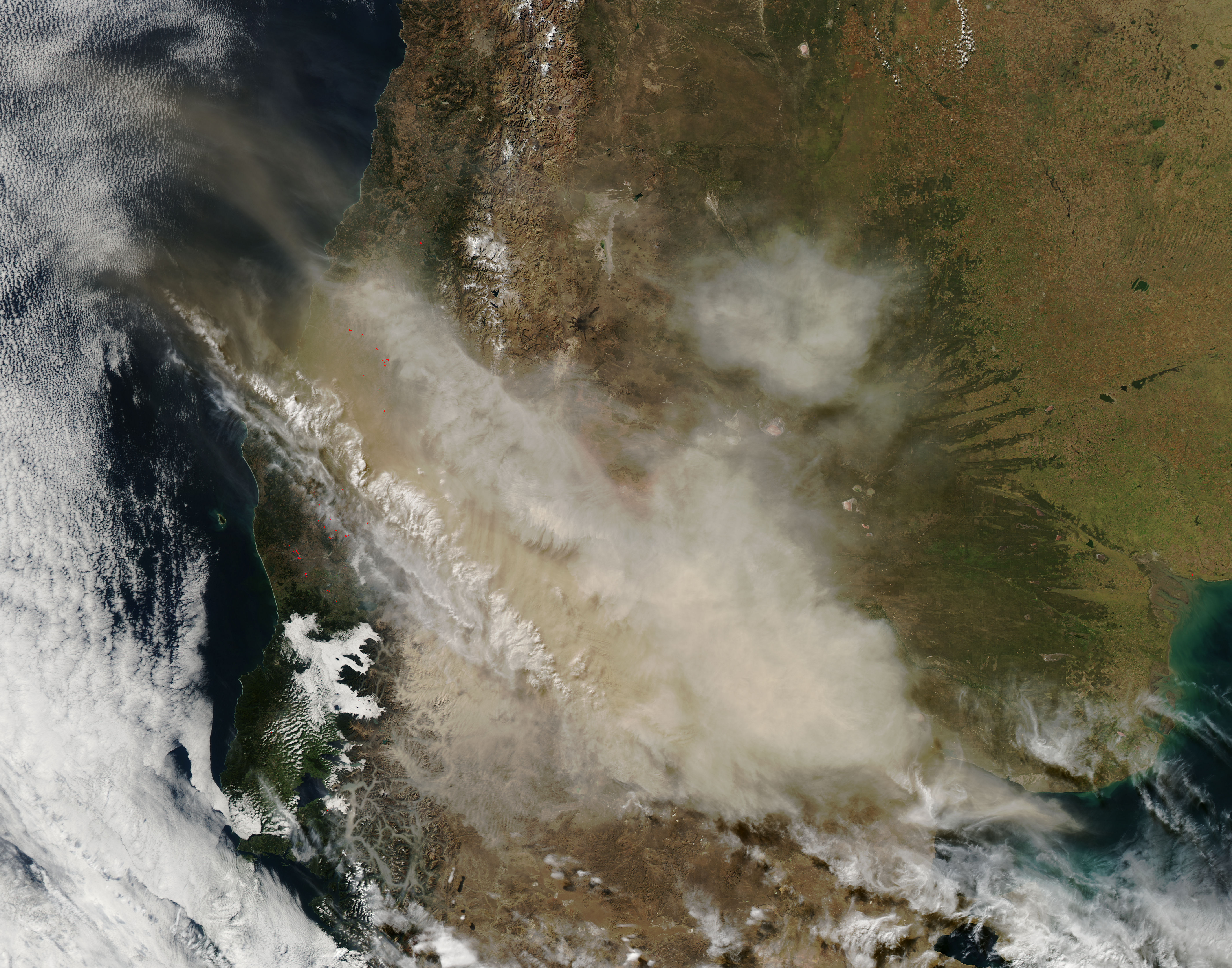
Imatge de la ploma de cendres movent-se de nord a est presa a les 18:35 UTC del 23 d'abril pel satèl·lit Aqua

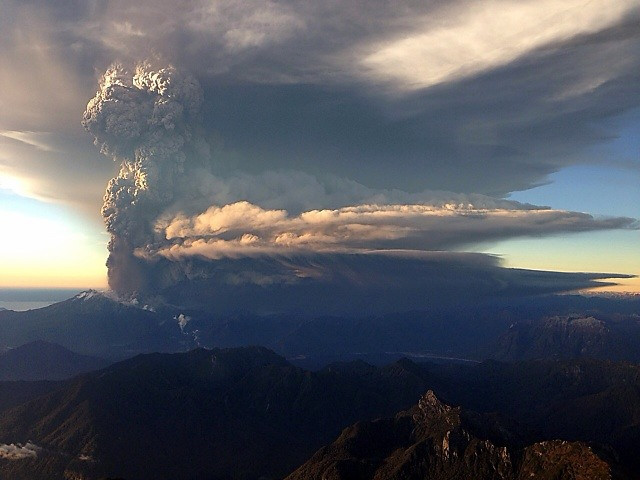
Columna i ploma de cendres de l'erupció el 22 d'abril de 2015

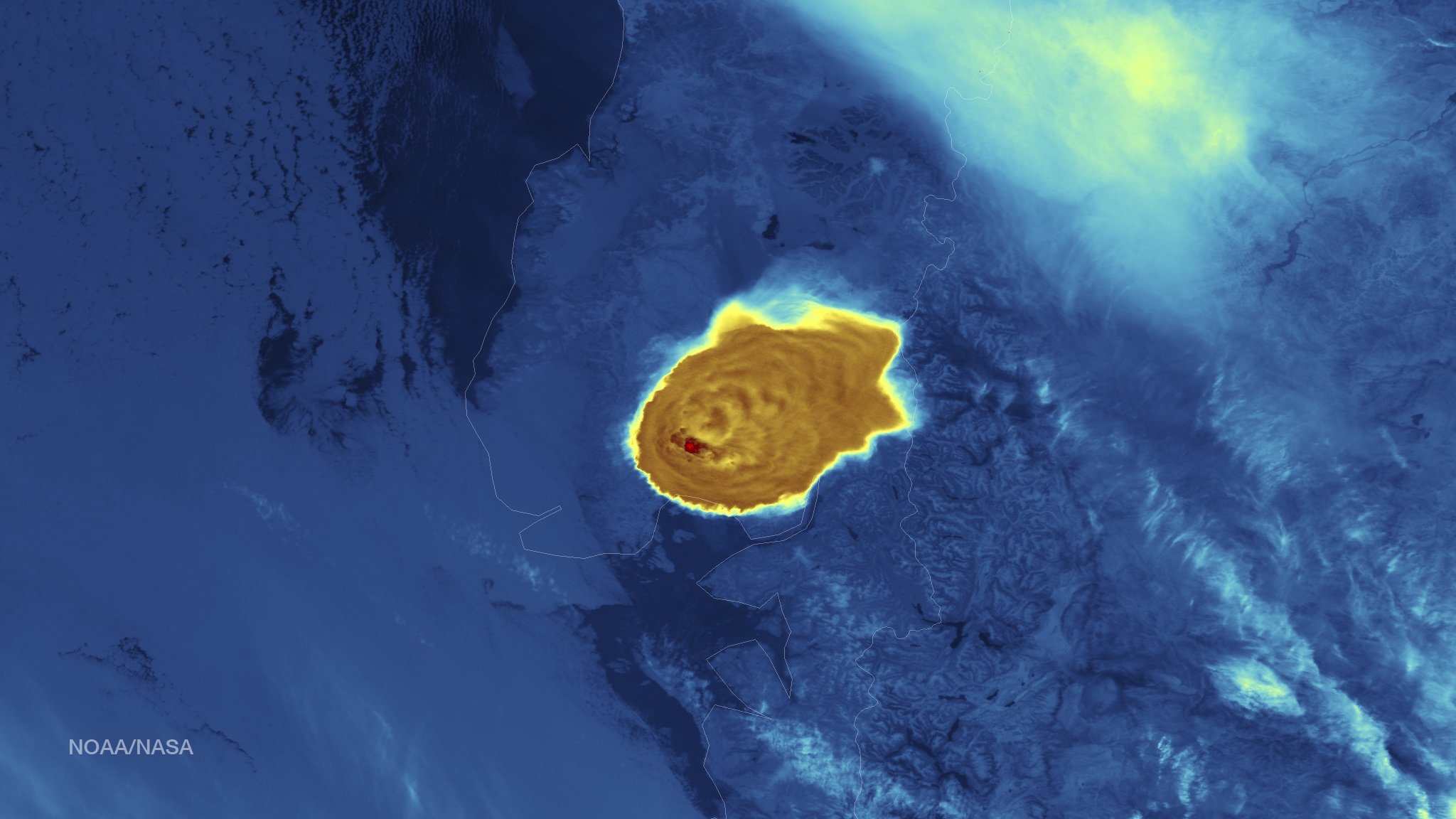
Imatge presa el 23 d'abril de 2015 per l'instrument VIIRS del satèl·lit Suomi NPP en canal d'infrarojos d'alta resolució

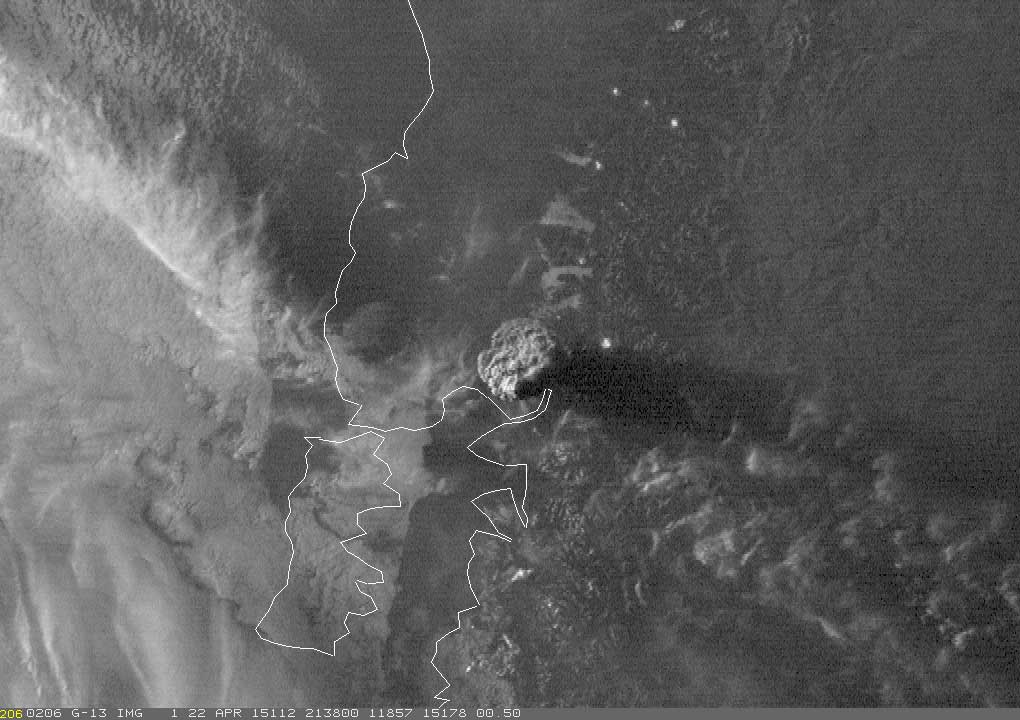
Imatge de satèl·lit de la columna eruptiva del Calbuco, 22 d'abril de 2015

L'erupció va ser precedida per un eixam sísmic a la zona del volcà, des de les 15:11 (hora local). Durant dues hores es van registrar 140 sismes; el de major envergadura aconseguí una magnitud de 2,5 en l'escala sismològica de Richter, a 3,3 quilòmetres a l'oest del cràter principal i a 7,4 quilòmetres de profunditat.
A les 17:54 (hora local), es va generar una columna eruptiva de color gris que va aconseguir una altura màxima de 15 quilòmetres. La fase més enèrgica que va durar una hora i mitja, seguida a les 21:55 (hora local) per un tremor harmònic, suggerint una possible emissió de lava des del cràter principal.
A les 01:00 (hora local) del 23 d'abril, es va produir un nou pols eruptiu al Calbuco, més enèrgic que el primer. La intensa activitat superficial es va estendre durant sis hores, generant també una columna eruptiva de 15 quilòmetres d'altura, acompanyada per una contínua emissió de fragments de material incandescent amb comportament balístic, que no van superar els cinc quilòmetres entorn de l'edifici volcànic.
Després d'un sobrevol al volcà, s'observaren almenys sis centres d'emissió de partícules sobre el dom antic i als seus costats oest, sud-oest i sud.
En tots dos esdeveniments, la dispersió piroclàstica es va concentrar principalment cap a l'est i nord-est del massís. Es va registrar caiguda de piroclasts grossos (pumicita) a la regió de Los Lagos, i piroclastos fins (cendres) en les regions de Los Ríos i de l'Araucanía. També es van produir fluxos piroclàstics amb un abast màxim de set quilòmetres i lahars que van viatjar fins a una distància propera als 15 quilòmetres, per les valls que descendeixen del volcà. La situació més greu es va presentar a la localitat d'Ensenada, amb fins a un metre d'acumulació de cendres.
A partir de les 23:30 (hora local) del 23 d'abril, es va observar un nou increment en l'activitat superficial del volcà, emmarcat per la presència d'una columna de partícules que va aconseguir una altura màxima de dos quilòmetres, amb una dispersió preferencial cap al nord-est variant a l'est-sud-est en hores de la tarda del 24 d'abril. També es va observar la incipient emissió d'un flux de lava des del cràter principal i cap al seu costat est, aconseguint distàncies que no van superar els 50 metres.
Fins al 24 d'abril, el Calbuco va emetre 210 milions de metres cúbics de cendres a l'atmosfera (40 milions en el primer pols eruptiu, i 170 milions en el segon), una xifra considerable si s'ateny que cada metre cúbic equival al voltant d'una tona de material volcànic.
A causa del pronòstic de precipitacions a la zona durant les pròximes setmanes, el sernageomin va advertir sobre l'alta probabilitat que es registrin lahars secundaris, és a dir, al·luvions volcànics causats per la remobilització del material piroclàstic del volcà. La preocupació va sorgir per l'aprenentatge vivencial de l'erupció del volcà Chaitén de 2008, ja que la ciutat homònima va ser colpejada principalment per lahars secundaris.
A les 13:08 (hora local) del 30 d'abril, va començar un tercer pols eruptiu al Calbuco després d'una nova fase d'inestabilitat aguda, marcada principalment per un tremor harmònic (moviment de magma a l'interior de l'edifici volcànic). La seva columna eruptiva es va alçar fins als cinc quilòmetres i es va dispersar preferentment cap al sud-est.
Sobre la base de la història geològica del Calbuco, és possible que el cicle eruptiu s'estengui diversos mesos, o bé que evolucioni de la seva fase explosiva (emissió de piroclasts) a efusiva (emissió de lava). Donada l'alta viscositat d'aquesta, no és previsible que s'observin "rius" de lava, però sí que es construeixin doms a la part alta de l'edifici volcànic, els que posteriorment són destruïts per permetre novament l'obertura de la xemeneia volcànica.
Després de l'erupció, la geomorfologia del Calbuco va canviar dràsticament. Si bé el volcà tenia dos cràters abans de l'esdeveniment (un de principal i un altre secundari, perfilats especialment per l'erupció del 1961), després d'aquesta erupció el Calbuco en té vuit i un cràter principal encara més gran, a causa principalment de l'erosió a la superfície.

### Sismicitat
L'erupció del Calbuco va estar permanentment acompanyada d'activitat sísmica, tant de tipus volcànic-tectònic (VT, associada la fractura de roques a nivell superficial) com de llarg període (LP, associada a la dinàmica de fluids a l'interior del volcà). La sismicitat associada al volcà no presentava augments significatius des del 2009, quan es va iniciar la vigilància sísmica en temps real per l'Observatori Volcànic dels Andes del Sud (OVDAS).
| Període d'avaluació (hora local)      | Sismes VT | ML máx. VT | Sismes LP | ML màx. LP | Total | Font d'informació |
| ------------------------------------- | --------- | ---------- | --------- | ---------- | ----- | ----------------- |
| 22 d'abril, 15:00 - 23 d'abril, 15:00 | 1620      | 3,6        |           | 2,8        | 1620  | [ 21 ]            |
| 23 d'abril, 15:00 - 24 d'abril, 15:00 | 1058      | 2,2        | 30        | 2,0        | 1088  | [ 25 ]            |
| 24 d'abril, 15:00 - 25 d'abril, 15:00 | 522       | 2,2        | 14        | 2,4        | 536   | [ 31 ]            |
| 25 d'abril, 15:00 - 26 d'abril, 15:00 | 283       | 2,3        | 9         | 1,6        | 292   | [ 32 ]            |
| 26 d'abril, 15:00 - 27 d'abril, 15:00 | 207       | 2,0        | 9         | 1,4        | 216   | [ 33 ]            |
| 27 d'abril, 15:00 - 28 d'abril, 15:00 | 54        | 1,5        | 26        | 2,0        | 80    | [ 34 ]            |
| 28 d'abril, 15:00 - 29 d'abril, 15:00 | 17        | 1,4        | 17        | 1,3        | 34    | [ 35 ]            |
| 29 d'abril, 15:00 - 30 d'abril, 15:00 | 24        | 0,8        | 14        | 1,9        | 38    | [ 28 ]            |
| 30 d'abril, 15:00 - 1 de maig, 15:00  | 38        | 1,5        | 28        | 1,5        | 66    | [ 36 ]            |
| 1 de maig, 15:00 - 2 de maig, 15:00   | 74        | 1,7        | 11        | 1,5        | 75    | [ 37 ]            |
| 2 de maig, 15:00 - 3 de maig, 15:00   | 554       | 2,2        | 45        | 1,7        | 599   | [ 38 ]            |
| 3 de maig, 15:00 - 4 de maig, 15:00   | 17        | 0,9        | 25        | 1,4        | 42    | [ 39 ]            |
| 4 de maig, 15:00 - 5 de maig, 15:00   | 18        | 1,0        | 12        | 1,3        | 30    | [ 40 ]            |
| 5 de maig, 15:00 - 6 de maig, 15:00   | 16        | 2,0        | 16        | 0,9        | 32    | [ 41 ]            |
| 6 de maig, 15:00 - 7 de maig, 15:00   | 12        | 2,0        | 5         | 0,9        | 17    | [ 42 ]            |
| 7 de maig, 15:00 - 8 de maig, 15:00   | 0         |            | 7         | 2,2        | 7     | [ 43 ]            |
| 8 de maig, 15:00 - 9 de maig, 15:00   | 0         |            | 3         | 1,2        | 3     | [ 44 ]            |
| 9 de maig, 15:00 - 10 de maig, 15:00  | 2         | 0,6        | 4         | 0,5        | 6     | [ 45 ]            |
| 10 de maig, 15:00 - 11 de maig, 15:00 | 1         | 0,8        | 10        | 0,9        | 11    | [ 46 ]            |
| 11 de maig, 15:00 - 12 de maig, 15:00 | 3         | 0,3        | 2         | 0,4        | 5     | [ 47 ]            |
| 12 de maig, 15:00 - 13 de maig, 15:00 | 6         | 0,7        | 6         | 0,4        | 12    | [ 48 ]            |
| 13 de maig, 15:00 - 14 de maig, 15:00 | 1         | 0,4        | 11        | 1,5        | 12    | [ 49 ]            |
| 14 de maig, 15:00 - 15 de maig, 15:00 | 1         | 0,1        | 13        | 2,2        | 14    | [ 50 ]            |
| 15 de maig, 15:00 - 16 de maig, 15:00 | 0         |            | 2         | 1,2        | 2     | [ 51 ]            |
| 16 de maig, 15:00 - 17 de maig, 15:00 | 1         | 0,6        | 1         | 1,0        | 2     | [ 52 ]            |
| 17 de maig, 15:00 - 18 de maig, 15:00 | 0         |            | 2         | 1,3        | 2     | [ 53 ]            |
| 18 de maig, 15:00 - 19 de maig, 15:00 | 0         |            | 1         | 1,1        | 1     | [ 54 ]            |
| 19 de maig, 15:00 - 20 de maig, 15:00 | 1         | 0,4        | 1         | 1,5        | 2     | [ 55 ]            |
| 20 de maig, 15:00 - 21 de maig, 15:00 | 0         |            | 2         | 1,1        | 2     | [ 56 ]            |
| 21 de maig, 15:00 - 22 de maig, 15:00 | 0         |            | 0         |            | 0     | [ 57 ]            |

∗ Este sismo fue de tipo híbrido (asociado con mecanismos compuestos de movimientos de fluidos y fractura de roca), es decir, tanto volcánico-tectónico como de largo período. 

### Afectacions i gestió dels efectes

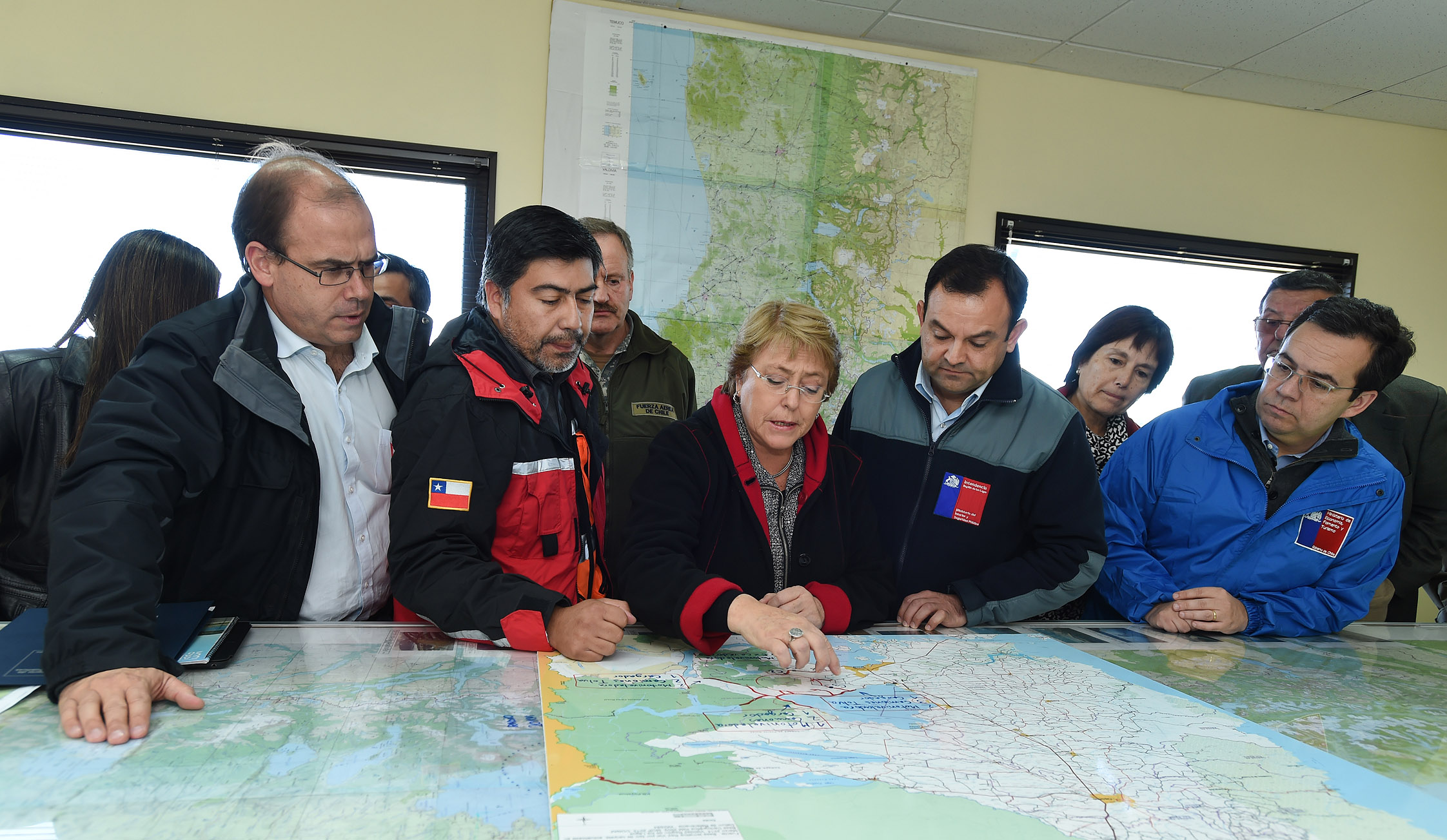
La presidenta Michelle Bachelet en una reunió de coordinació amb les autoritats locals per l'erupció

Poc després d'iniciada l'erupció, el Sernageomin eleva l'alerta tècnica volcànica del Calbuco de nivell verd a vermell, en tant que l'Oficina Nacional d'Emergència del Ministeri de l'Interior (Onemi) va declarar alerta vermella per la regió de Los Lagos, al costat d'una zona d'exclusió de 20 quilòmetres al voltant del cràter, i de 200 metres dels cabals de rius que neixen del volcà per possibles crescudes.
Es va declarar també Estat d'Excepció Constitucional, Zona de Catàstrofe i Alerta Sanitària en la província de Llanquihue i en la comuna de Puerto Octay, a la província d'Osorno. El General de Brigada Aèria Jorge Gebauer Bittner, pertanyent a la Força Aèria de Xile, va ser designat per coordinar les activitats en l'estat d'excepció, que finalitzà la nit del 24 de maig.
Les autoritats van fixar un toc de queda entre les 23:45 i 05:00 hores, durant els dies 22 i 23 d'abril, excepció que va ser suspesa la nit del 24 d'abril.
Es va estimar en 8.935 les persones evacuades: 4.900 a Ensenada, 2.000 a Chamiza, 1.750 a Lago Chapo i Correntoso, 204 a Colonia Tres Puentes i 81 en Peulla. També es van suspendre les classes a les comunes de Cochamó, Frutillar, Llanquihue, Hualaihué, Puyehue, Puerto Octay, Puerto Varas i Puerto Montt, a la regió de Los Lagos; en Panguipulli, Los Lagos i Lago Ranco, a la regió de Los Ríos; i en Cunco, Curacautín, Pucón, Melipeuco, Curarrehue i Lican Ray, a la regió de l'Araucanía.
El Ministeri d'Habitatge i Urbanisme va informar 338 habitatges amb danys lleus, 70 amb danys moderats, quatre amb danys majors i 51 amb danys irreparables, a les comunes de Puerto Montt i Puerto Varas.
A les zones de Río Blanco, Lago Chapo i Correntoso, es va estimar en 300 els agricultors afectats, els quals mantenen 2.000 bovins, 2.000 ovins i 350 animals menors. Producte dels severs danys en l'agricultura i ramaderia local, el ministre d'Agricultura, Carlos Furche, va decretar en situació d'Emergència Agrícola a les comunes de Puerto Montt, Puerto Varas, Puerto Octay i Puyehue.
L'Onemi informà també el desbordament del río Blanco, amb afectació a dos ponts i 60 habitatges limítrofes.
L'aeroport internacional El Tepual va suspendre tots els seus vols, mentre que els passos fronterers Cardenal Samoré, Hua Hum, Carirriñe, Mamuil Malal, Icalma, Pino Hachado i Liucura van romandre tancats, a causa de l'escassa visibilitat.
Els parcs nacionals Puyehue, Alerce Andino, Vicente Pérez Rosales i la Reserva Nacional Llanquihue també van estar tancats, així com l'ascens al volcà Osorno i l'ingrés als Saltos del Petrohué.
A la matinada del 23 d'abril, habitants de Pucón, Villarrica i Lican Ray, a la regió de l'Araucanía, van evidenciar la presència de cendres de l'erupció, com també en alguns sectors de l'Argentina, com San Martín de los Andes, San Carlos de Bariloche i Villa La Angostura, cosa va obligar a la cancel·lació d'operacions en els aeroports Teniente Luis Candelaria, Presidente Perón i Chapelco.
Des del migdia del 23 d'abril les cendres van arribar a la ciutat de Concepción, en la regió del Bío-Bío, i de Talca, a la regió del Maule. Durant la jornada del 24 d'abril, les cendres van arribar a Buenos Aires a l'Argentina, i Montevideo a l'Uruguai. L'endemà, el sud del Brasil també es va veure afectat pel material particulat.
Fins al 5 de maig, les tasques de neteja van permetre remoure més de vint mil tones de material volcànic, i netejar més de 150 quilòmetres de camins principals i secundaris afectats per les cendres.
Alguns experts preveuen pèrdues de fins a un 30% en l'activitat econòmica de la regió de Los Lagos arran de l'erupció del Calbuco, sent l'agricultura, l'aqüicultura i el turisme els sectors més afectats. A més, segons estimacions preliminars del govern, els danys en infraestructura arribarien a prop de 30 mil milions de pesos xilens.
A causa del pronòstic d'un pic de precipitacions per part de la Direcció Meteorològica de Xile, entre els dies 8 i 9 de maig personal de l'Onemi i de l'Exèrcit de Xile va tancar totalment el radi d'exclusió de 20 quilòmetres de manera preventiva.
Entre el 11 i 15 de maig, el govern va lliurar a les famílies afectades per la catàstrofe 306 bons d'acollida, 212 d'arrendament i 148 d'estris, per una suma de més de 329 milions de pesos chilenos.
El 19 de maig, Sernageomin va modificar l'alerta tècnica a nivell taronja, a causa del descens de l'activitat eruptiva al Calbuco, alhora que Onemi va baixar l'alerta administrativa a color groc, i va delimitar la zona d'exclusió a deu quilòmetres. Donada la tendència a l'equilibri del comportament del Calbuco, es va decretar alerta volcànica groga el 28 de maig.
Finalment, el 18 d'agost el Sernageomin va baixar l'alerta del Calbuco a nivell verd. El mateix dia, Onemi declarà l'alerta primerenca preventiva només per a les comunes de Puerto Montt i Puerto Varas, i el 21 d'agost va reduir la restricció d'accés de 10 a 1,5 quilòmetres al voltant del volcà.